# Vouzan
Vouzan – miejscowość i gmina we Francji, w regionie Nowa Akwitania, w departamencie Charente.
Według danych na rok 1990 gminę zamieszkiwały 674 osoby, a gęstość zaludnienia wynosiła 41 osób/km² (wśród 1467 gmin regionu Poitou-Charentes Vouzan plasuje się na 448. miejscu pod względem liczby ludności, natomiast pod względem powierzchni na miejscu 519.).